# سرزمین بیگانه (فیلم ۲۰۱۵)
ناکجا آباد (به انگلیسی: Strangerland) فیلمی است محصول سال ۲۰۱۵ و به کارگردانی کیم فارانت است. در این فیلم بازیگرانی همچون نیکول کیدمن، جوزف فینز، هوگو ویوینگ، لیزا فلانگان، مینی ویت، مارتین دینگل-وال ایفای نقش کرده‌اند.